# Финское неоязычество
Финское неоязычество, или Финская исконная вера (фин. Suomenusko: «Финская религия») — современное возрождение финского язычества, дохристианской политеистической религии финнов. Предшественником движения было Уконуско («Вера Укко», вращающаяся вокруг бога Укко) в начале XX-го века. Главной проблемой в возрождении финского язычества является характер дохристианской финской культуры, которая опиралась на устную традицию, которая со временем может изменяться. Первоисточники, касающиеся финской дохристианской культуры, написаны христианами последующей эпохи.
Существует две основные религиозные организации: «Ассоциация исконной финской религии» (Suomalaisen kansanuskon yhdistys ry), базирующаяся в Хельсинки и официально зарегистрированная с 2002 года, и «Ассоциация полярных звёзд» (Taivaannaula ry) со штаб-квартирой в Турку с филиалами во многих финских городах, основанная и официально зарегистрированная в 2007 году.

## История
Языческие верования, традиции и мифы долгое время существовали бок о бок с официальным лютеранством в Финляндии и Карелии, по крайней мере до первой половины XX века. Первые попытки восстановления древней мифологии были предприняты для обогащения национальной финской культуры.
Финскую исконную религию можно определить как этническую, поскольку она связана с национальным самосознанием и идентичностью. Последователи финской исконной религии не обязательно считают себя «неоязычниками» или отождествляют себя с новыми религиями, такими как Викка.
Финские неоязычники свято хранят множество нетронутых природных мест, лесов, родников и скал. Они считают, что сверхъестественное присутствие богов, предков и духов пронизывает природные объекты и окружающую среду (hiisi).
В 2014 году, Кархун канса (Народ медведя) была официально зарегистрирована как организованная религиозная община, став первой неоязыческой организацией, получившей такой статус в Финляндии. Статус даёт право, например, вступать в брак, хоронить и давать имена.

## Верования
Финская исконная религия является политеистической, с пантеоном многочисленных божеств: Укко — бог неба и грома, главное божество в финской мифологии, Акка, богиня плодородия и жена Укко, Ахти, Тапио, Пекко, Миеликки, Илмаринен, Лоухи, Лемминкяйнен, Вяйнемейнен, Ику-Турсо, Хийси.
Религия также включает в себя элемент поклонения предкам. Для приверженцев финской исконной религии загробная жизнь — это место, называемое Туонела, и это место, где живут несколько различных божеств, включая Туони.